# Sphodromantis lineola
Sphodromantis lineola är en bönsyrseart som beskrevs av Hermann Burmeister 1838. Den ingår i släktet Sphodromantis och familjen Mantidae. Den förekommer naturligt i Afrika men föds även upp som husdjur i andra delar av världen.

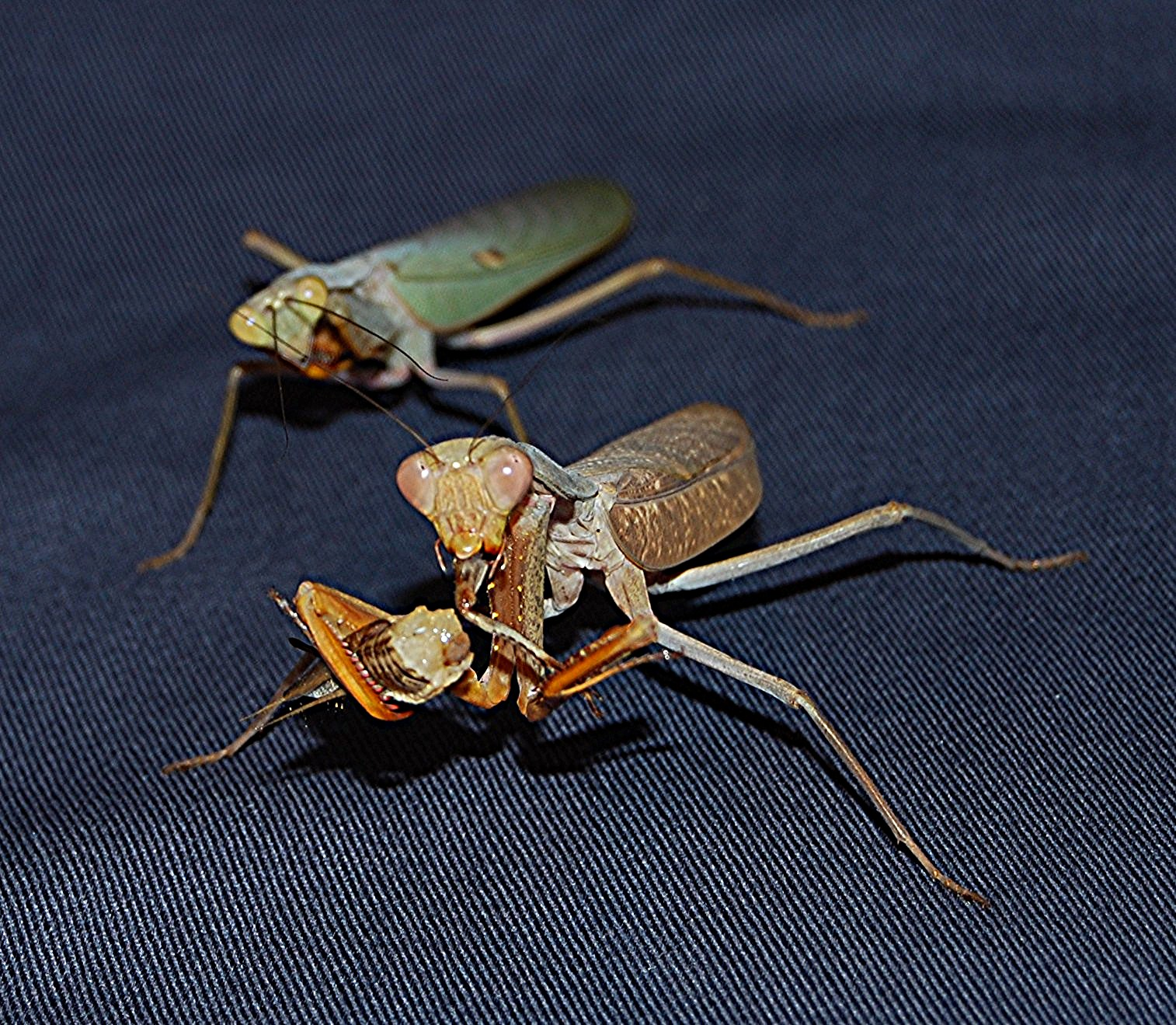
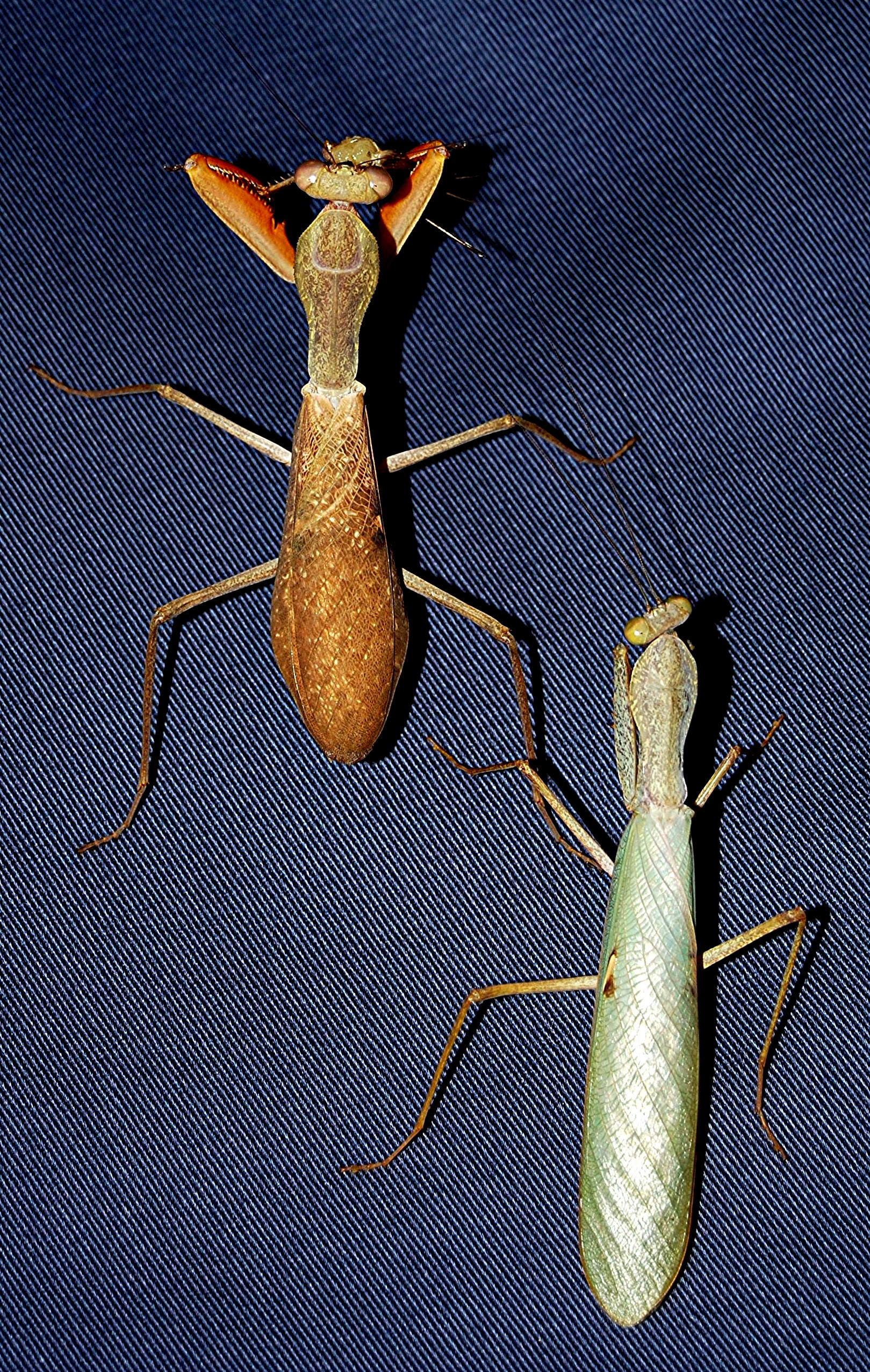
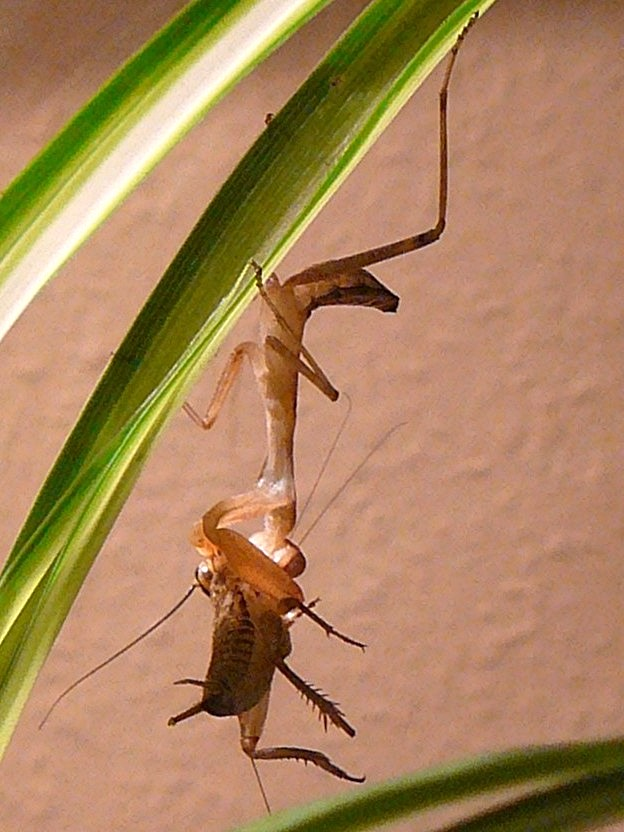

Arten delas in i tre underarter:
- S. l. lineola
- S. l. pinguis
- S. l. speciosa